# 谢尔盖·瓦西连科
谢尔盖·尼基弗若维奇·瓦西连科（俄语：Сергей Никифорович Василенко，1872年3月30日［儒略曆3月18日］—1956年3月11日)，俄罗斯-苏联作曲家，音乐教育家。曾在莫斯科音乐学院学习，后留校任教。其作品常富于异国情调。